# Sorkka-Morkka
Sorkka-Morkka eller Sorsanjärvi är en sjö i Finland. Den ligger i kommunen Kemijärvi i landskapet Lappland, i den norra delen av landet, 700 km norr om huvudstaden Helsingfors. Sorkka-Morkka ligger 220,8 meter över havet. Arean är 44,5 hektar och strandlinjen är 5,04 kilometer lång. Sjön  ingår i Kemi älvs huvudavrinningsområde. 